# Cementiri d'Alella
El Cementiri d'Alella és una obra eclèctica d'Alella (Maresme) protegida com a Bé Cultural d'Interès Local.

## Descripció
Cementiri format per dos recintes rectangulars de dos nivells per adaptar-se al terreny i units per un eix central. El primer recinte, construït el 1880, té l'accés des del camí Baix de Tiana, al nord-oest del conjunt. Els nínxols es disposen al llarg del seu perímetre, adossats a la tanca de pedra, amb tres pisos d'alçada. Al centre hi trobem les tombes aïllades, a la zona d'enjardinament organitzada en dos eixos perpendiculars i remarcada per la presència de grans xiprers. Cal destacar, en una posició central, la tomb de la família Borrell, amb una rica decoració amb motius escultòrics diversos i presidida per una gran creu. Ben entrat el segle XX es va ampliar el cementiri cap al sud, a una cota inferior, però amb la mateixa distribució de tombes i nínxols que en el recinte primitiu, si bé aquests darrers tenen una alçada superior de fins a 4 o 5 pisos. Al final de l'eix central i tancant el recinte per l'extrem sud hi ha una capella d'obra vista, material que també trobem a les escales que uneixen ambdós recintes. El conjunt ha estat objecte de diverses reformes en el temps fina arribar a la situació actual.